# الحزب الاشتراكي (البرتغال)
الحزب الاشتراكي هو حزب ديمقراطي اجتماعي من البرتغال.